# Thézan-des-Corbières
Thézan-des-Corbières – miejscowość i gmina we Francji, w regionie Oksytania, w departamencie Aude.
Według danych na rok 1990 gminę zamieszkiwały 514 osoby, a gęstość zaludnienia wynosiła 19 osób/km² (wśród 1545 gmin Langwedocji-Roussillon Thézan-des-Corbières plasuje się na 511. miejscu pod względem liczby ludności, natomiast pod względem powierzchni na miejscu 242.).